# Pliezhausen
Pliezhausen è un comune tedesco di 9 529 abitanti, situato nel land del Baden-Württemberg.